# Сайо (Огайо)
Сайо (англ. Scio) — селище (англ. village) в США, в окрузі Гаррісон штату Огайо. Населення — 673 особи (2020).

## Географія
Сайо розташоване за координатами 40°23′56″ пн. ш. 81°5′17″ зх. д. / 40.39889° пн. ш. 81.08806° зх. д. (40.398982, -81.088173).  За даними Бюро перепису населення США в 2010 році селище мало площу 1,44 км², уся площа — суходіл.

## Демографія
Згідно з переписом 2010 року, у селищі мешкали 763 особи в 324 домогосподарствах у складі 194 родин. Густота населення становила 529 осіб/км².  Було 379 помешкань (263/км²).
Расовий склад населення:
| - 98,3 % — білих |

До двох чи більше рас належало 1,7 %. Частка іспаномовних становила 0,1 % від усіх жителів.
За віковим діапазоном населення розподілялося таким чином: 26,1 % — особи молодші 18 років, 58,6 % — особи у віці 18—64 років, 15,3 % — особи у віці 65 років та старші. Медіана віку мешканця становила 38,5 року. На 100 осіб жіночої статі у селищі припадало 90,3 чоловіків;  на 100 жінок у віці від 18 років та старших — 89,3 чоловіків також старших 18 років.
Середній дохід на одне домашнє господарство  становив 46 839 доларів США (медіана — 33 500), а середній дохід на одну сім'ю — 59 023 долари (медіана — 55 625). За межею бідності перебувало 26,8 % осіб, у тому числі 38,1 % дітей у віці до 18 років та 9,3 % осіб у віці 65 років та старших.
Цивільне працевлаштоване населення становило 379 осіб. Основні галузі зайнятості: освіта, охорона здоров'я та соціальна допомога — 24,8 %, роздрібна торгівля — 18,2 %, будівництво — 14,8 %.